# Rawle Clarke
Rawle Clarke, född 17 september 1952, är en friidrottare från Barbados. Han deltog vid olympiska sommarspelen 1976.